# Tournoi des Cinq Nations 1957
Navigation
Tournoi 1956 Tournoi 1958
Le Tournoi des Cinq Nations 1957 se joue 12 janvier au 23 mars 1957 et voit la victoire de l'Angleterre sur un septième Grand Chelem.
La France termine dernière du Tournoi avec sa huitième et dernière Cuillère de bois à ce jour (2025), pour avoir perdu ses quatre matches (Whitewash en anglais, "lessivage").

## Classement
| Rang | Nation             | J | V | N | D | PP | PC | Δ   | Pts |
| ---- | ------------------ | - | - | - | - | -- | -- | --- | --- |
| 1    | Angleterre         | 4 | 4 | 0 | 0 | 34 | 8  | +26 | 8   |
| 2    | Pays de Galles (T) | 4 | 2 | 0 | 2 | 31 | 30 | +1  | 4   |
| 2    | Irlande            | 4 | 2 | 0 | 2 | 21 | 21 | 0   | 4   |
| 2    | Écosse             | 4 | 2 | 0 | 2 | 21 | 27 | -6  | 4   |
| 5    | France             | 4 | 0 | 0 | 4 | 24 | 45 | -21 | 0   |

- Legende :
J matches joués, V victoires, N matches nuls, D défaites
PP points marqués, PC points encaissés, Δ différence de points PP-PC
Pts points de classement (barème : 2 pour une victoire, 1 en cas de match nul, rien pour une défaite)
T Tenant du titre 1956.
- L'Angleterre a les meilleurs attaque et défense.
- La France obtient sa dernière Cuillère de bois du Tournoi des Cinq Nations.

## Résultats
Tous les matches se jouent un samedi :
| 12 janvier 1957, Colombes, stade Yves-du-Manoir | France         | 00 - 6  | Écosse         |
| 19 janvier 1957, Cardiff, Arms Park             | Pays de Galles | 00 - 3  | Angleterre     |
| 26 janvier 1957, Dublin, Lansdowne Road         | Irlande        | 11 - 6  | France         |
| 2 février 1957, Édimbourg, Murrayfield          | Écosse         | 09 - 6  | Pays de Galles |
| 9 février 1957, Dublin, Lansdowne Road          | Irlande        | 00 - 6  | Angleterre     |
| 23 février 1957, Londres, Twickenham            | Angleterre     | 09 - 5  | France         |
| 23 février 1957, Édimbourg, Murrayfield         | Écosse         | 03 - 5  | Irlande        |
| 9 mars 1957, Cardiff, Arms Park                 | Pays de Galles | 06 - 5  | Irlande        |
| 16 mars 1957, Londres, Twickenham               | Angleterre     | 16 - 3  | Écosse         |
| 23 mars 1957, Colombes, stade Yves-du-Manoir    | France         | 13 - 19 | Pays de Galles |

## Les matches de la France
Feuilles des quatre matches de la France :

### France - Écosse
La match de l'Écosse en France est une seconde victoire de suite pour les visiteurs :
| 12 janvier 1957 Temps froid avec averses. | France Capitaine : Celaya | 0 - 6 (0-0)                                   | Écosse Capitaine : J Greenwood | Stade Yves-du-Manoir, Colombes Terrain légèrement glissant. 25 538 spectateurs Arbitre : L Boundy |
| 12 janvier 1957 Temps froid avec averses. |                           | Pénalité(s) : K Scotland Drop(s) : K Scotland |                                | Stade Yves-du-Manoir, Colombes Terrain légèrement glissant. 25 538 spectateurs Arbitre : L Boundy |
| 12 janvier 1957 Temps froid avec averses. |                           |                                               |                                | Stade Yves-du-Manoir, Colombes Terrain légèrement glissant. 25 538 spectateurs Arbitre : L Boundy |

### Irlande - France
L'Irlande reste la patronne chez elle :
| 26 janvier 1957 Temps excellent puis épouvantable. | Irlande Capitaine : Henderson                                                        | 11 - 6 (8-3) | France Capitaine : Celaya | Lansdowne Road, Dublin Terrain devenant gras. 45 000 spectateurs Arbitre : L Boundy |
| 26 janvier 1957 Temps excellent puis épouvantable. | Essai(s) : 2 N Brophy J Kyle Transformation(s) : 1/2 A Pedlow Pénalité(s) : A Pedlow |              | Pénalité(s) : 2 Vannier   | Lansdowne Road, Dublin Terrain devenant gras. 45 000 spectateurs Arbitre : L Boundy |
| 26 janvier 1957 Temps excellent puis épouvantable. |                                                                                      |              |                           | Lansdowne Road, Dublin Terrain devenant gras. 45 000 spectateurs Arbitre : L Boundy |

### Angleterre - France
Le Crunch de cette année est le sixième match du Tournoi :
| 23 février 1957 Temps pluvieux | Angleterre Capitaine E Evans : | 9 - 5 (6 - 0) | France Capitaine : Celaya                      | Twickenham, Londres Terrain boueux 60 000 spectateurs Arbitre : R Williams |
| 23 février 1957 Temps pluvieux | Essai(s) : 3 Jackson (2) Evans |               | Essai(s) : Darrouy Transformation(s) : Vannier | Twickenham, Londres Terrain boueux 60 000 spectateurs Arbitre : R Williams |
| 23 février 1957 Temps pluvieux |                                |               |                                                | Twickenham, Londres Terrain boueux 60 000 spectateurs Arbitre : R Williams |

### France - pays de Galles
Feuille de match du dernier match, de la compétition, victoire du pays de Galles à l'extérieur :
| 23 mars 1957 Temps chaud et couvert. | France Capitaine : Celaya                                                   | 13 - 19 (3-8) | Pays de Galles Capitaine : R Stephens                                                                                      | Stade Yves-du-Manoir, Colombes Bon terrain 26 000 spectateurs Arbitre : P Cooper |
| 23 mars 1957 Temps chaud et couvert. | Essai(s) : 3 Dupuy 6e M Prat 48e, Sanac 80e Transformation(s) : 2/3 Bouquet |               | Essai(s) : 4 G Howells 8e, J Faull 37e Meredith 58e, R Prosser Transformation(s) : 2/4 T Davies Pénalité(s) : T Davies 45e | Stade Yves-du-Manoir, Colombes Bon terrain 26 000 spectateurs Arbitre : P Cooper |
| 23 mars 1957 Temps chaud et couvert. |                                                                             |               | | Stade Yves-du-Manoir, Colombes Bon terrain 26 000 spectateurs Arbitre : P Cooper |